# 太一
太一（、拼音: tàiyī）とは古代中国における宇宙の根元を表す哲学的概念、または天の中心に位置する星官（星座）、またはその神格。大一、泰一、太乙とも書く。

## 宇宙の起源にして全体
太一という概念は、戦国時代の諸子百家のうち道家が展開した宇宙論で登場した。下記のように、宇宙の全体を統べているという説と、宇宙の起源であるという説がある。両者は排他的なものではなく、始まりであり、今も全体を統べているものと理解される。
『荘子』天下篇で、関尹（尹喜）・老聃（老子）の説を紹介する中に見える。常に無である事物と、常に有である事物の両者を統べるものが太一である。
『呂氏春秋』大楽篇では道のこととし、道は形がなく、名づけることもできないが、強いて名づけるなら「太一」であるとし、太一から始まって両儀、陰陽、万物という宇宙生成論を唱えた。
郭店楚墓から出土した『太一生水』は、太一から始まる別の宇宙生成論を記す。はじめに太一があり、太一から水が生まれ、太一と水から天が生じ、太一と天から地が生まれ……と続く。

## 天の太一
漢代の『淮南子』天文訓において「紫宮は太一の居」としたり、『史記』天官書において「中宮天極星、其の一に明るきは太一の常居」とされるように、天上世界における宮殿である紫微宮のなかに位置する星として認識されるようにもなっていた。
また『史記』封禅書では謬忌なるものが漢の武帝に太一を祀ることを進言しており、そこでは太一を天神の尊きものとし、太一の補佐を五帝としている。武帝はこの進言を入れ、太一壇を設けて天一・地一・太一の3神を祀った。
以後、太一は天の中心に位置する北極神と解され、天皇大帝や昊天上帝といった至高神と同定されることもあった。後漢の鄭玄は『易』の注釈において太一を北辰（北極）の神とするとともに八卦に配当された9つの宮殿（九宮）を順次めぐってゆく「太一九宮の法」を記した。唐・宋代には太一・摂提・軒轅・招揺・天符・青竜・咸池・太陰・天一の9神が支配する9つの宮殿とし（九宮貴神）、太一神が九宮を巡行としてそれにもとづき禍福を占ったり、九宮貴神壇を設けて祭祀を行ったりした。
後漢の劉叡による書『荊州占』には、「黄竜は太一の妻」とある。

## 発展
太一は以下のものを指す。どれも同一視されることが多い。
1. 太極
2. 北極星
3. 大日如来
4. 天照大神